# Hotel Artemis
Hotel Artemis ist ein US-amerikanisch-britischer dystopischer Actionfilm von Drew Pearce aus dem Jahr 2018. Der Film spielt im Los Angeles des Jahres 2028. In den USA kam der Film am 8. Juni 2018 in die Kinos, der deutsche Kinostart fiel auf den 26. Juli 2018.

## Handlung
Im Jahr 2028 ist Los Angeles nach zahlreichen Aufständen nicht mehr wiederzuerkennen. Inmitten der zunehmenden Verwüstung steht das unscheinbare „Hotel Artemis“. Das Luxushotel aus längst vergangenen Zeiten beherbergt ein geheimes Krankenhaus mit modernster technischer Ausstattung für die Behandlung verwundeter Krimineller, die im Computersystem als zahlende Mitglieder verzeichnet sind. Alle Patienten erhalten bei der Aufnahme den Namen des Zimmers, in dem sie untergebracht sind, als Codenamen. Auch sonst gelten strikte Regeln, unter anderem werden Patienten nur aufgenommen, wenn noch Zimmer frei sind, und alle gewaltsamen oder gar tödlichen Auseinandersetzungen sind strikt untersagt. Das Klinikpersonal besteht lediglich aus einer älteren Schwester und einem hünenhaften Krankenwärter, der auch als Security-Mann und Haustechniker fungiert. Die medizinisch hochkompetente Schwester führt alle Operationen und Transplantationen mit automatisierten Systemen aus. Sie hat das Gebäude seit 22 Jahren nicht verlassen, da sie seit dem Tod ihres Sohnes unter extremer Platzangst leidet.
Als ein Brüderpaar bei einem missglückten Bankraub angeschossen wird, schleppen sie sich in das Hotel und werden als Waikiki und Honolulu aufgenommen. In ihrer dürftigen Beute findet sich eher zufällig ein Kugelschreiber mit Diamanten im Wert von 18 Millionen US-Dollar als Inhalt. Er gehört dem Gangsterboss Wolfking, der über die Straßen von Los Angeles herrscht und die Klinik vor vielen Jahren gegründet hat.
Auch der Wolfking wird später in Folge einer schweren Verletzung von seinen Leuten eingeliefert und erhält den Codenamen Niagara. Als Waikiki davon erfährt, fürchtet er um sein und seines Bruders Leben und will mit ihm gemeinsam fliehen. Da Honolulus Verletzungen jedoch noch nicht ausreichend verheilt sind, beschließen sie, zu bleiben und sich zu verteidigen.
Eine weitere Patientin ist die Auftragsmörderin Nice, die sich unter einem Vorwand ins Krankenhaus hat aufnehmen lassen. Sie soll im Auftrag von Gangstern aus Detroit den Wolfking töten. Bei dessen Behandlung stellt die Schwester fest, dass er für den Tod ihres Sohnes verantwortlich war. Um an den Wolfking heranzukommen, sabotiert Nice die Stromversorgung des Krankenhauses und kann ihn dann töten. Durch den Ausfall der lebenserhaltenden Maschinen stirbt jedoch auch Honolulu.
Rasend vor Wut über Wolfkings Tod versuchen dessen Leute unter Führung seines Sohns, aus der Eingangsschleuse in den schwer gesicherten Klinikbereich vorzudringen. Der inzwischen ebenfalls verletzte Waikiki und die Schwester beschließen, zu fliehen, während Nice und Everest zurückbleiben, um ihren Rückzug gegen die zahlenmäßig weit überlegenen Angreifer zu decken.
Auf ihrem Weg aus dem Gebäude werden Waikiki und die Schwester von Wolfkings Sohn angegriffen, können ihn aber gemeinsam töten. Durch das Gewirr eines Straßenkampfes gelangen sie zu Waikikis bereitstehendem Fluchtwagen. Die Schwester versorgt Waikiki noch mit Medikamenten und verweist ihn an eine ähnliche Geheimklinik im nahen Las Vegas. Sie selbst sei zu alt für einen Neuanfang und will sich in Los Angeles der medizinischen Versorgung der Opfer der Unruhen widmen.
Everest hat den scheinbar aussichtslosen Kampf überlebt und schaltet auf dem Dach die große Neonreklame mit dem Hotelnamen wieder ein. Im Abspann huscht eine ninjahafte Silhouette durch einen verlassenen Hotelkorridor, was nahelegt, dass Nice ebenfalls überlebt hat.

## Produktion
Regie und Drehbuch des Films übernahm Drew Pearce, der bereits das Drehbuch für Mission: Impossible – Rogue Nation geschrieben hat. Der Film ist sein Spielfilmdebüt als Regisseur.

## Rezeption
Der Film erhielt gemischte Kritiken. Bei Metacritic erhielt der Film einen Metascore von 58/100 basierend auf 36 Rezensionen, bei Rotten Tomatoes waren 58 Prozent der 179 Rezensionen positiv.
Franz Everschor vom Filmdienst lobt die „architektonische Qualität“ im heutigen Zeitalter der „von Computern erzeugten Standardszenerien“, bemängelt aber, es blieben „[e]tliche Handlungsstränge, die geheimnisvoll eingefädelt werden, […] in der Luft hängen“.
Die weltweiten Einnahmen aus Kinovorführungen belaufen sich bislang auf rund 12,8 Millionen US-Dollar, wovon über 6,7 Millionen aus den USA und Kanada stammen.